# Велюньский повет
Велюньский повет (пол. Powiat wieluński) — повет (район) в Польше, входит как административная единица в Лодзинское воеводство. Центр повета — город Велюнь. Занимает площадь 927,69 км². Население — 77 290 человек (на 31 декабря 2015 года).

## Административное деление
- города: Велюнь
- городско-сельские гмины: Гмина Велюнь
- сельские гмины: Гмина Бяла, Гмина Чарножылы, Гмина Конопница, Гмина Мокрско, Гмина Осьякув, Гмина Острувек, Гмина Понтнув, Гмина Скомлин, Гмина Вежхляс

## Демография
Население повета дано на 31 декабря 2015 года.
| Перепись            | Всего  | Мужчины | Женщины |
| ------------------- | ------ | ------- | ------- |
| Всего               | 77 290 | 37 835  | 39 455  |
| Городское население | 23 169 | 11 012  | 12 157  |
| Сельское население  | 54 121 | 26 823  | 27 298  |